# Portugisiska Guinea
Portugisiska Guinea var en portugisisk besittning som efter självständigheten blev  Guinea-Bissau.

## Geografi
Den genomflöts av floderna Rio Cacheu, Rio Grande och Rio Geba, som bildade breda estuarier. Till kolonin hörde även de utanför kusten liggande Bissagosöarna.

## Historia
Portugals anspråk på detta land daterade sig från 1400-talet, men först genom en skiljedom 1870 erkändes dess rätt häröver emot Storbritannien, som tagit det i besittning. Ett fördrag med Frankrike 1886 (med tillägg av 1901) utvidgade kolonin betydligt mot det inre.

## Näringsliv
De viktigaste produkterna var jordnötter, kautschuk, vax, kaffe, kakao, men jordbruket var outvecklat. Handeln låg i fransmäns och belgares händer. Ett belgiskt bolag har bildats för handeln på denna koloni. Kolonins inkomster och utgifter beräknades 1910-11 till 309 900 milreis (escudos). Importen hade 1911 ett värde av 1,37 miljoner escudos och exporten av 845 800.